# Jamie Lidell
Jamie Lidell (* 18. September 1973 in Huntingdon, Cambridgeshire als Jamie Alexander Lidderdale) ist ein britischer Musiker und Sänger. Er steht beim britischen Label Warp Records unter Vertrag.
Er arbeitet oft mit kanadischen Musikern wie Chilly Gonzales, Mocky und Feist zusammen. Gemeinsam mit Cristian Vogel bildet er die Band Super Collider.

## Diskografie (Auswahl)
Alben
- 2000: Muddlin Gear (Warp Records)
- 2005: Multiply (Warp Records)
- 2006: Multiply Additions (Warp Records)
- 2008: JIM (Warp Records)
- 2010: Compass (Warp Records)
- 2013: Jamie Lidell (Warp Records)
- 2016: Building a Beginning (Jajulin Records)

EPs
- 1997: Freakin' the Frame (Mosquito)
- 1998: Safety in Numbers (Sativae)